# Carsten Bunk
Carsten Bunk (n. 29 februarie 1960, Berlin, RDG) este un canotor ce a reprezentat Republica Democrată Germană, medaliat olimpic. A participat la o ediție a Jocurilor Olimpice (1980) în care a câștigat o medalie de aur.

## Participări
Lista de mai jos prezintă principalele competiții la care a participat Carsten Bunk de-a lungul carierei.
- rowing at the 1980 Summer Olympics – men's quad sculls[*][5]